# Cooperativa 70
Cooperativa 70 és una cooperativa sense ànim de lucre amb seu a Caldes de Montbui.
L'objectiu de la cooperativa és procurar béns i serveis per al consum o l'ús dels seus socis i familiars, i desenvolupar les activitats necessàries per aconseguir una millor informació i defensa dels interessos legítims dels consumidors i els usuaris.[1] De manera especial, la Cooperativa 70 desenvolupa la seva activitat dins dels àmbits assistencial, cultural i del lleure, mitjançant la realització d'activitats, el subministrament de béns i la prestació de serveis de caràcter residencial, sanitari, cultural, educatiu i altres de caràcter social, sense afany de lucre i anteposant l'interès col·lectiu dels seus associats a tota idea de benefici particular.[2] Igualment, la Cooperativa també podrà procurar béns i serveis relacionats amb el consum responsable i les energies.

## Orígens i història

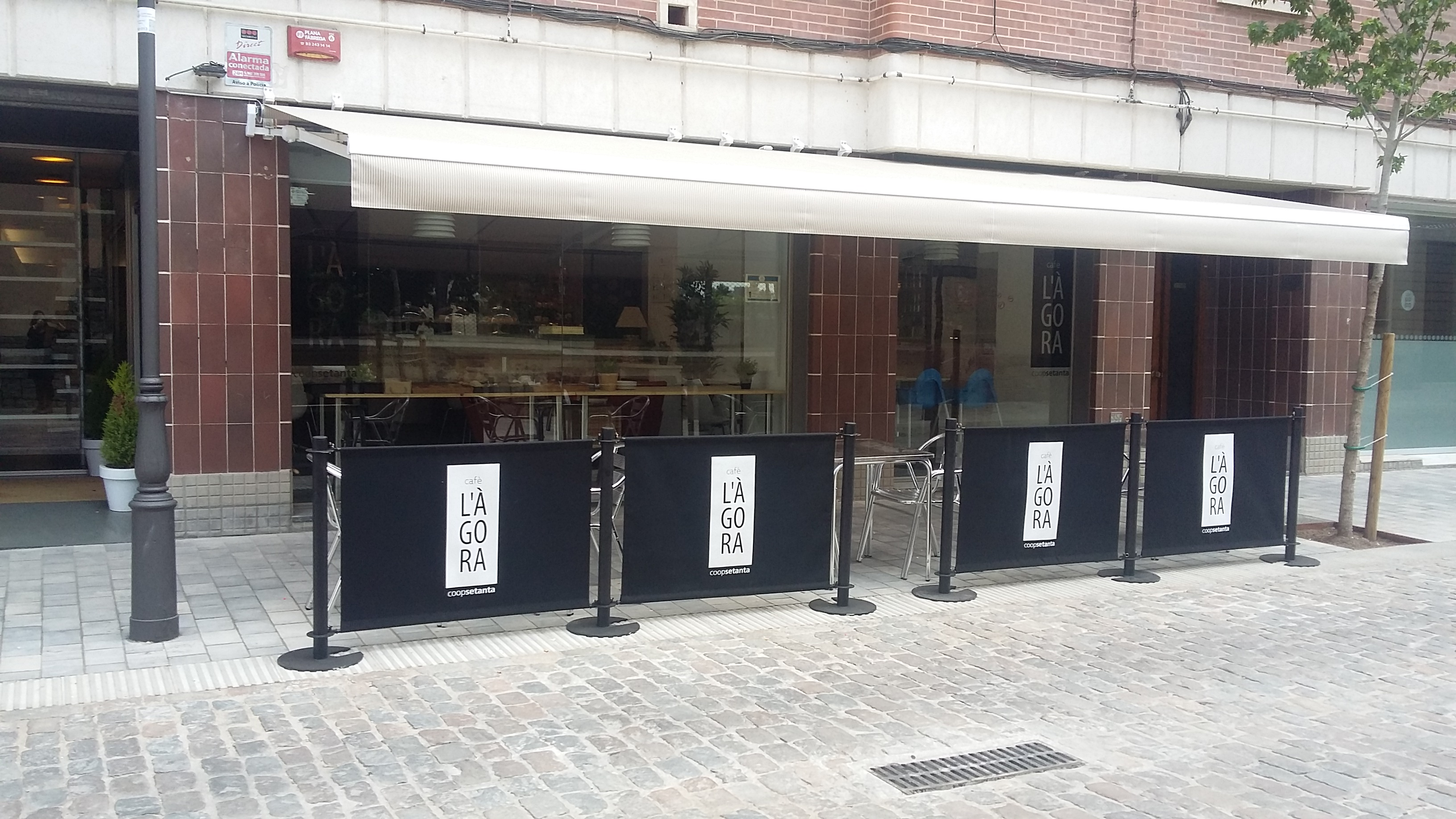
La seu de la Cooperativa 70 al carrer Font i Boet de Caldes de Montbui

Cooperativa 70 neix el 1970 a Caldes de Montbui com a cooperativa de consum presentant una oferta comercial més avantatjosa per als consumidors.
El dia 25 de juny de 1971, es va obrir la primera botiga d'alimentació al carrer d'Espartero, actualment carrer George Lawrence Davis. La bona acollida per part dels centenars de socis que ben aviat s'hi van inscriure, va fer necessària l'ampliació de fins a 3 botigues més. Cooperativa 70 es feia present al carrer Major, al carrer de Font i Boet, i al barri del Bugarai. Posteriorment, s'unificaren les mateixes a un local al centre de Caldes amb una capacitat de 1.200 m2 de superfície de venda. L'any 1983, la cooperativa s'estén a Sant Feliu de Codines amb l'obertura d'una nova botiga d'alimentació. La consolidació definitiva fou als anys 80, amb la fusió amb la cooperativa L'Andreuenca. Així, la cooperativa s'establiria també a Barcelona.
L'any 1991, la cooperativa obria a Caldes de Montbui, el Maxi, el primer gran centre comercial creat per una cooperativa a Catalunya, amb una superfície de 4.000 m². L'any 1999 la Cooperativa compra 21 establiments a HD Covalco Aliment per a adquirir una dimensió més competitiva.
Venda dels actius comercials i nova etapa
Després dels anys d'expansió, els canvis en el mercat de l'alimentació i de la distribució portaren a la Cooperativa a reorientar les seves activitats. L'Assemblea General de Socis de 2001, va decidir abandonar l'activitat comercial i vendre el fons de comerç a diferents operadors del sector. Amb aquesta operació es va conservar un important patrimoni que és el que va permetre a la Cooperativa encetar una nova etapa amb més força i ambició.

## Àmbits d'actuació
Una vegada s'abandona l'activitat comercial, la Cooperativa 70 inicia un procés intern de reformulació de la seva activitat, sempre dins els principis del cooperativisme i el consum responsable. L'any 2003, l'Assemblea General de Socis aprovava, junt amb el Pla de Gestió de 2004, un projecte de futur per a l'entitat, on es marquen unes línies de treball a desenvolupar a mitjà i llarg termini.
Avui, l'activitat de la cooperativa s'articula en quatre grans àrees de treball:
- Drets del consumidor i consum responsable
- Civisme i Cooperació
- Consum de formació i cultura en el lleure
- Economia social

### Drets del consumidor i consum responsable
Dins dels projectes de l'entitat destaca l'aposta com a organització de consumidors, procurant obtenir avantatges directes per als socis en el consum de béns i serveis, tant a partir dels convenis amb terceres persones com amb les compres col·lectives.
També s'ofereix al soci informació i formació per a afavorir un consum crític i informat. Això es fa a través de l'Oficina Municipal d’Informació al Consumidor, de la qual la Cooperativa en té la gestió mitjançant un conveni signat amb l’Ajuntament de Caldes, del butlletí trimestral i dels cursos, tallers i xerrades que es porten a terme al local social.
Energia
Dins la tasca de foment del consum responsable que fa Cooperativa 70, la component mediambiental hi té un tractament destacat com un dels criteris a tenir en compte de manera molt especial en el moment de prendre les decisions de compra i en el consum d’energia.
Amb relació a aquest objectiu, la Cooperativa promou diferents projectes per tal que els seus socis, i la població en general, se’n puguin beneficiar.
Un d’aquests projectes és la creació d’instal·lacions d’energia solar fotovoltaica. Des del 2008, la Cooperativa compta amb dues instal·lacions, una a Sant Feliu de Codines, i una altra a Caldes de Montbui.
Des del passat mes de setembre de 2014, també ha posat en funcionament una estació de servei situada a l’aparcament del Caprabo de Caldes de Montbui, oberta 24 hores, 365 dies l’any. I poc després, compta amb el primer estacionament públic de càrrega per a vehicle elèctric de la mateixa ciutat, situat a la benzinera.

### Civisme i cooperació
L'altre important cavall de batalla de l'entitat és tot un seguit d'activitats relacionades amb la reflexió i debat al voltant dels valors cívics i la seva transmissió amb activitats informatives i educatives. Cal destacar-ne un conveni de col·laboració amb la Fundació del FC Barcelona que va tenir lloc del 2007 al 20 per promocionar els valors de l'esport i el fair-play, i que va tenir com producte amb més renom mediàtic l'instrument pedagògic Juga-la, una plataforma dirigida a escoles i instituts que impulsava el treball en valors a través de l'esport a través de diferents activitats interactives i educatives.[1][4]

### Consum de formació i cultura en el lleure
El Local Social és l'eix de tot un seguit de programacions d’activitats, algunes d’elles obertes també a no-socis, que constitueixen una proposta de formació en el lleure coherent amb els principis i objectius que persegueix la Cooperativa.

### Economia social
La Cooperativa sempre està atenta a les oportunitats de generació d’activitat econòmica des de projectes empresarials d'iniciativa social, especialment en àmbits d’activitat d’especial interès social en aquests moments, com l’habitatge, l’atenció a les persones amb dependències o la inserció laboral.